# Partido Luján
Luján ist ein Partido im Norden der Provinz Buenos Aires in Argentinien. Laut einer Schätzung von 2019 hat der Partido 118.593 Einwohner auf 800 km². Der Verwaltungssitz ist die Stadt Luján.

## Orte
Luján ist in 8 Ortschaften und Städte, sogenannte Localidades, unterteilt.
- Carlos Keen
- Cortinez
- Jáuregui
- Luján (Verwaltungssitz)
- Olivera
- Open Door
- Torres
- Lezica y Torrezuri